# ロバート・ニュージェント (初代ニュージェント伯爵)

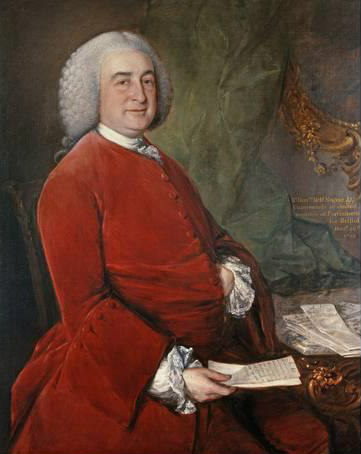
初代ニュージェント伯爵ロバート・ニュージェント、トマス・ゲインズバラ作、1782年。

初代ニュージェント伯爵ロバート・クラッグス＝ニュージェント（英語: Robert Craggs-Nugent, 1st Earl Nugent PC、1702年 - 1788年10月13日）は、アイルランド王国出身でグレートブリテン王国の政治家、詩人。

## 生涯
1702年、マイケル・ニュージェント（Michael Nugent）とメアリー・バーンウォール（第9代トリムルスタウン男爵ロバート・バーンウォールの末娘）の息子として生まれた。
2度目の結婚（後述）で1741年から1754年までセント・モーズ選挙区選出の庶民院議員を務め、1754年の解散総選挙でも再選されたが、彼は同時にブリストル選挙区でも当選、ブリストルへの鞍替えを選択した。以降も再選を重ねたが、1774年イギリス総選挙では私財を投じてブリストル市の改善を促進したにもかかわらずブリストルで当選できず、セント・モーズ選挙区に戻ることを余儀なくされた。以降は1784年6月に引退するまでセント・モーズ選挙区の代表として議員を務めた。
国王ジョージ2世の長男でプリンス・オブ・ウェールズのフレデリック・ルイスは父とは政敵であり、彼はコーンウォールの選挙区を通じて議会への影響力を強めようとしたが資金が足りなかった。ニュージェントが所有したセント・モーズ選挙区はコーンウォールにある選挙区だったため、フレデリック・ルイスとニュージェントは自然と友人関係になり、ニュージェントは1747年にフレデリック・ルイスの王室監査官に任命された。フレデリック・ルイスは度々ニュージェントに即位後に公職を与えることを約束して、大金を借りたが、それが償還されることはなく、結果的には後の国王ジョージ3世によって領地、年金、爵位の形で償還された。1751年にフレデリック・ルイスが死去すると、ニュージェントはヘンリー・ペラム政府と和解して大蔵卿委員に任命され、1759年まで務めた。続く1760年から1765年までアイルランド副大蔵卿の1人で、1766年から1768年まで商務委員会第一卿を務めた後、1782年まで再びアイルランド副大蔵卿を務めた。また、1766年にアイルランド貴族のニュージェント男爵とクレア子爵に叙され、1776年にニュージェント伯爵に叙された。
1784年に小ピットとチャールズ・ジェームズ・フォックスの和解を仲介して失敗した後、同年に引退した。1788年10月13日、ダブリンのラトランド・スクエアで死去した。

## 家族と私生活

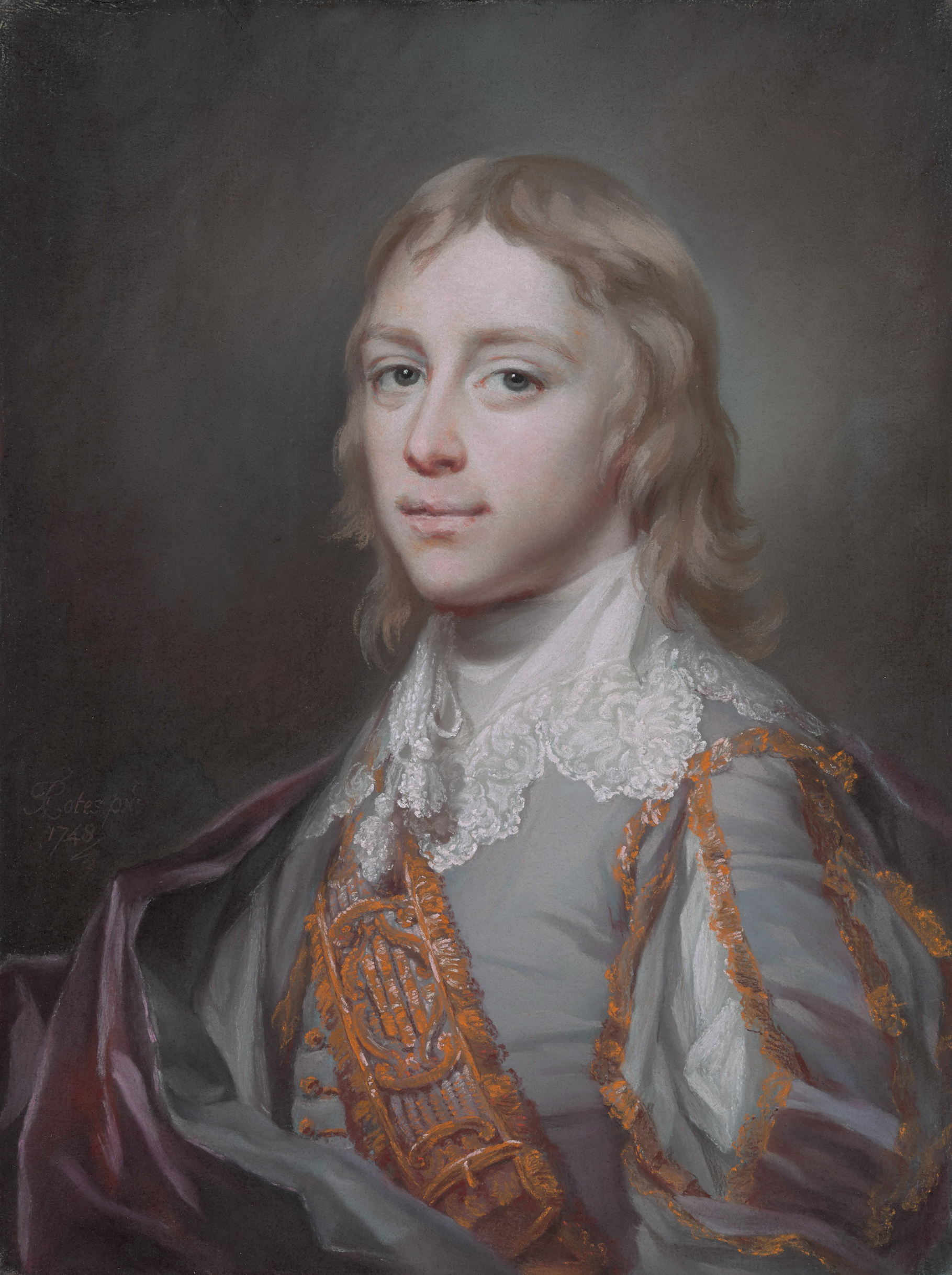
ニュージェントの息子エドマンド、フランシス・コーツ作、1748年。

1730年7月14日、第4代フィンゴール伯爵ピーター・プランケットの娘エミリアと結婚した。1男をもうけたが、エミリアは1731年8月16日に出産中に亡くなった。
- エドマンド（1731年8月16日 - 1771年）

1737年3月23日、ジェームズ・クラッグスの娘アン（1756年没）と結婚した。アンは2度目の結婚相手であるジョン・ナイト（John Knight）との間でもうけた1人息子が1727年に死去、さらにナイトが1733年10月2日に死去するとアンはナイトの財産を継承した。1721年にジェームズ・クラッグスが自殺したときにアンに分け与えられた財産と合わせて、ニュージェントはアンとの結婚でゴスフィールドの領地、セント・モーズ選挙区の庶民院議員職、ほか約10万ポンドの財産を得たが、2人の間に子供はおらず、結婚生活も幸せではなかった。ニュージェントはゴスフィールドの領地に大きな公園を建て、1748年にはホレス・ウォルポールが訪れてきた。アンは1756年に死去、ゴスフィールドの教会に埋葬された。

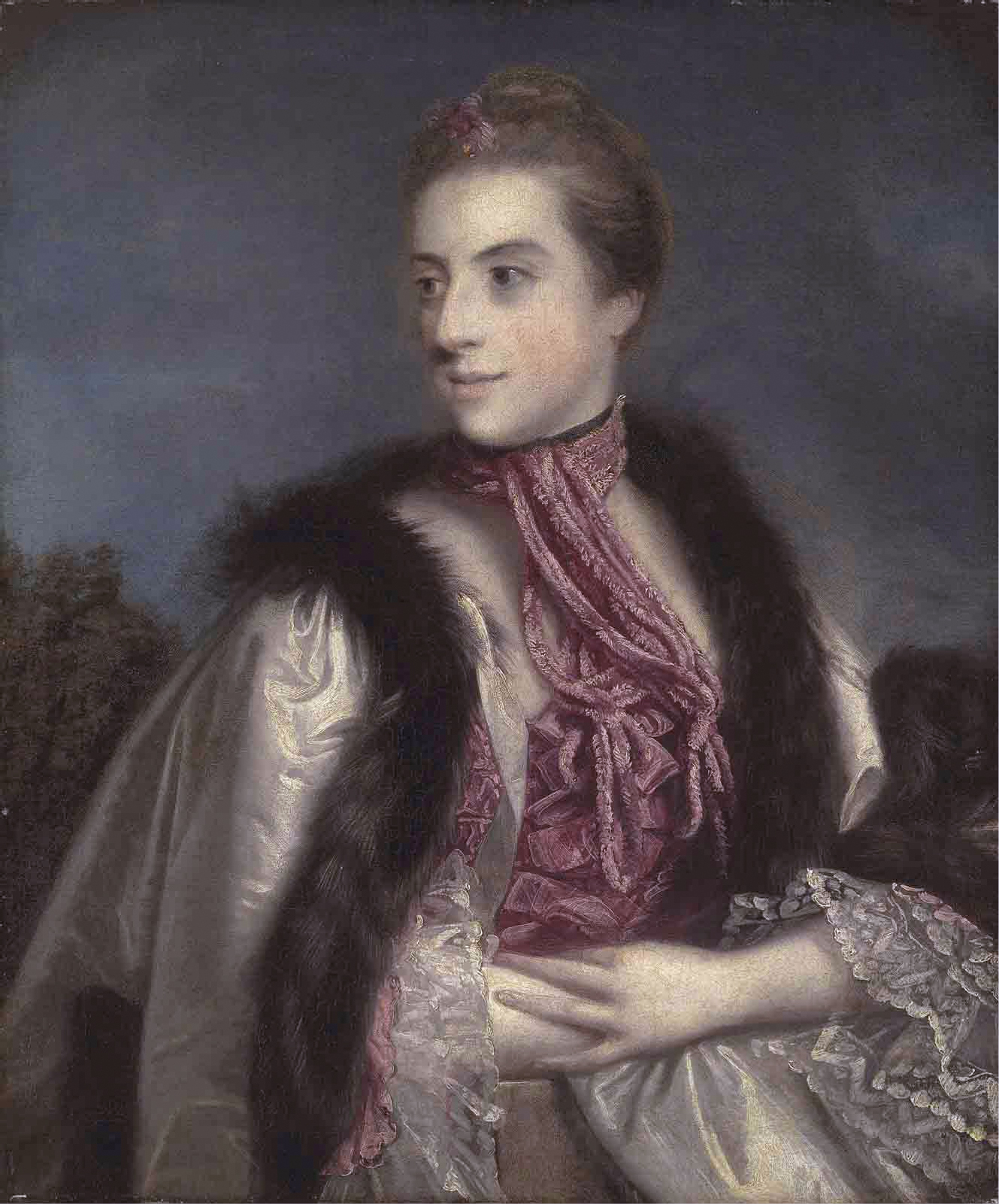
ニュージェントの3度目の妻エリザベス、ジョシュア・レノルズ作、1759年/1760年。

1757年、ドーセットのチャーバラ出身のヘンリー・ドラックス（Henry Drax）の娘エリザベスと結婚した。しかし、アンとの結婚と同じく、多額の財産を得たものの、結婚生活は幸せではなかった。2人の間には公式には2女をもうけたが、ニュージェントとエリザベスが長年別居していたため、次女ルイーサはニュージェントの娘ではないとされる。
- メアリー・エリザベス（1758年 - 1812年） - 1775年4月16日、ジョージ・グレンヴィル（後の初代バッキンガム侯爵）と結婚
- ルイーサ（1841年没） - 1784年、エリアブ・ハーヴィー（英語版）と結婚

1755年にはフリート刑務所に服役中の人物がパンフレットを出版して、自身がニュージェントの非嫡出子で1730年に生まれたと主張し、1895年に出版された英国人名事典第41巻はそれが真実であるとした。
文化面においては詩を残し、ロバート・ドズリーの『Collections』（1748年）で一部が出版された。

## 評価
生まれた時点の財産は毎年約1,500ポンドの収入を生み出すに過ぎなかったが、1788年に死去する頃には百万長者の1人になった。ニュージェントが財産を増やした方法は裕福な未亡人と結婚することであり、それが大成功を収めたためホレス・ウォルポールが「ニュージェンタイズ」（Nugentize、ニュージェントの出世話を模倣する人々を形容する語）という造語を生み出すほどだった。